# نموذج المثلث
في الاقتصاد الكلي، نموذج المثلث هو جزء من اقتصاد كنزي الجديد وهو نموذج من التضخم مشتق من منحنى فيليبس وكان روبرت جيمس جوردون من أعطاه هذه التسمية. ينظر هذا النموذج إلى التضخم أنه ينتج عن ثلاث أسباب: التضخم الكامن، التضخم نتيجة ارتفاع الطلب، والتضخم نتيجة ارتفاع التكلفة. عكس النظريات القديمة من منحنى فيليبس، يسعى نموذج المثلث إلى بحث ظاهرة الركود التضخمي.